# 永明額
宗室永明額（穆麟德轉寫：yongmingge；1757年7月31日—1841年2月11日，乾隆二十二年六月十六日申時-道光二十一年正月二十日丑時），正藍旗滿洲人，左翼近支宗室正藍旗第二族永字輩，弘旺第三子，清朝官員、將領。

## 生平
早年為八旗官學生。乾隆四十三年（1778年），恢復宗籍。五十二年（1787年），考取宗人府筆帖式。五十五年（1790年）十二月，補授七品筆帖式。
嘉慶元年（1796年）五月，委署宗人府主事；九月，升授經歷。四年（1799年）八月，授副理事官。六年（1801年）十月，升理事官。九年（1804年）九月，轉任都察院浙江道監察御史。
十四年（1809年），受派稽察鑲紅旗蒙古旗務。十五年（1810年），充任宗室學長。
十六年（1811年），派充巡漕御史巡視通州漕務。十七年（1812年），稽查內務府衙門事務。六月，奏報江蘇太倉等漕幫米色灰暗，不堪長久儲藏，請先搭配發放，江淮頭幫米色黴變，應剔除、駁回、賠繳；七月，奏浙江台州幫摻雜灰暗米量甚多，尚可食用者另存先放，不堪收受者駁令賠補，請令督撫將辦理漕糧不善的官員查參處分，均獲准實行。
二十年（1815年），轉任河南道掌道監察御史。二十四年（1819年）四月，稽查太平倉。
五月，因修繕地壇，由成親王永瑆告祭、永明額監禮，永瑆贊辭錯誤，永明額如實參奏，導致永瑆被革退各項差使、罰半俸十年，太常寺堂官、贊禮郎分別遭降革治罪。
二十五年（1820年）十一月，授副都統銜、賞戴花翎，派充阿克蘇辦事大臣，隨後奉旨交軍機處記名以副都統升用。
道光二年（1822年），彈劾城守營千總楊殿元行為不端、任性妄為，請革職治罪，獲准。三年（1823年）正月，授正黃旗蒙古副都統，十一月，召回京師。四年（1824年）七月，自新疆返抵北京。八月，管理右翼八旗官學事務。
五年（1825年）七月，管理圓明園八旗內務府三旗護軍營事務。十一月，充管理新舊營房大臣。十二月，授察哈爾副都統。
六年（1826年）三月，偕同察哈爾都統和世泰奏：「察哈爾八旗游牧，預備台站差務牲畜，向無正項開銷，諸行苦累，請借古北口道庫銀三萬兩，發商生息，令官兵按年支領，以資辦公。即於該官兵應領俸餉內，每年扣還一萬兩，分作三年歸款，實於蒙古生計有裨」，獲准。五月，授泰寧鎮總兵兼總管內務府大臣。六月，加領侍衛內大臣銜兼管守護昌陵。七年（1827年），因病奏請開缺回旗調養，獲准。十五年（1835年），因在阿克蘇辦事大臣任內失察僧人本真滋事，遭罰職任俸一年。二十一年（1841年）正月二十日卒，年八十四歲。

## 家庭及關聯
- 曾祖父：清聖祖（1654年—1722年）。
- 曾祖母：良妃（1662年—1711年）。
- 祖父：允禩（1681年—1726年），爵至廉親王，官至理藩院尚書、總理事務大臣，雍正三年（1725年）因罪革爵、黜宗室，乾隆四十三年（1778年）復宗籍。
- 祖母：張氏，張之碧之女，允禩之妾。
- 父：弘旺（1708年—1762年）。
- 母：榮氏，榮禧之女，弘旺之妾。

### 兄弟
永明額行三，有二兄：
- 永類（1726年—1728年），早殤。
- 肅英額（1726年—1795年），閑散。

### 妻室
- 嫡妻：西林覺羅氏，德永之女。
- 繼妻：蘇完瓜爾佳氏，烏隆保之女。
- 妾：薛氏，薛祿之女。

### 子嗣
- 綿森（1796年—1868年），庶薛氏所生，官至太子少保、禮部尚書、都統、總管內務府大臣。娶妻他塔喇氏，三等子哲臣之女。